# Beachhandball-Nationalmannschaft der Frauen von Martinique
Die Beachhandball-Nationalmannschaft der Frauen von Martinique repräsentiert den Handball-Verband Martiniques als Auswahlmannschaft auf internationaler Ebene bei Länderspielen im Beachhandball gegen Mannschaften anderer nationaler Verbände.
Eine als Unterbau fungierende Nationalmannschaft der Juniorinnen wurde bislang ebenso wenig wie eine Beachhandball-Nationalmannschaft der Männer von Martinique gegründet.

## Geschichte
Martiniques Beachhandball-Frauennationalmannschaft gab ihr Debüt bei einer internationalen Meisterschaft im November 2022 im Rahmen der Beachgames Zentralamerikas und der Karibik. Martinique war damit der 99. nationale Verband, der mit einer Nationalmannschaft international antrat. Hier verlor die Mannschaft alle ihre sechs Turnierspiele, wobei sie allerdings in mehreren Spielen nur knappe Niederlagen hin nehmen musste.

## Teilnahmen
| World Games - 2001: keine Teilnahme - 2005: keine Teilnahme - 2009: nicht qualifiziert - 2013: nicht qualifiziert - 2017: nicht qualifiziert - 2022: nicht qualifiziert World Beach Games - 2019: nicht qualifiziert - 2023: | Weltmeisterschaften - 2001: abgesagt - 2004: nicht qualifiziert - 2006: nicht qualifiziert - 2008: nicht qualifiziert - 2010: nicht qualifiziert - 2012: nicht qualifiziert - 2014: nicht qualifiziert - 2016: nicht qualifiziert - 2018: nicht qualifiziert - 2020: qualifiziert, abgesagt - 2022: nicht qualifiziert | Pan-Amerikanische Meisterschaften - 2004: keine Teilnahme - 2008: keine Teilnahme - 2012: keine Teilnahme - 2014: keine Teilnahme - 2016: keine Teilnahme - 2018: keine Teilnahme Nordamerika- und Karibikmeisterschaften - 2019: keine Teilnahme - 2022: keine Teilnahme Beachgames Zentralamerikas und der Karibik - 2022: 6. |

- CACSBG 2022: Assia Salomé Aavit • Djelissa Cage • Stessy Natacha Charles-Angele • Stéphanie Marie Edon • Samélia Samira Luap • Noreen Scaron • Alycia Ysidee[2]

## Trainer
| Cheftrainer/in - 2022: Rodolfo Romain Mata | Co-Trainer/in - 2022: Laurence Andrea Germany |